# JOINT (RIP SLYMEの曲)
「JOINT」（ジョイント）は、RIP SLYMEの7枚目のシングル。2003年6月18日発売。

## 概要
前作「BLUE BE-BOP」から約7ヶ月ぶりのシングルで、翌月に発売されたアルバム『TIME TO GO』からの先行シングル。
2001年、2002年と1年に3枚のペースでシングルをリリースしてきたが、2003年は本作のリリースのみに留まっている。
また、RIP SLYMEが売り上げ10万枚突破及び複数月の月間チャートトップ20にランクインしたのは、現時点で本作が最後である。
タイトルの「JOINT」とは直訳すると「継ぎ目」「つなぎ合わせる」といった意味。それを意識してか、ジャケットにはコンセントの絵が描かれている。
初回盤のみジョイント部分穴開き仕様&ステッカー封入。

## 収録曲
1. JOINT
（作詞・作曲・編曲：RIP SLYME）
NTTドコモのメロディコールCM曲。
PVは、寿司を食べ過ぎたRYO-Zがダイエットをするというストーリーになっている。
RIP SLYMEとしては5人体制ラストライブとなっている、「氣志團万博」にて最後に歌われた。
2. BOUND to REBOUND
（作詞・作曲・編曲：RIP SLYME）
アルバム未収録。
3. 奇跡の森 featuring Hirotaka Mori (K・U・D・O Remix)
（作詞：RIP SLYME / Hirotaka Mori　作曲：PES / Hirotaka Mori　編曲：K・U・D・O）
アルバム『TOKYO CLASSIC』に収録されている「奇跡の森 featuring Hirotaka Mori」のリミックスバージョン。

## 参加アーティスト
- RYO-Z - MC
- ILMARI - MC
- PES - MC
- SU - MC
- DJ FUMIYA - DJ、Percussion（#1）

Guest Musicians
- JOINT
  - 片山敦夫 - Piano
  - F2 - Chorus